# Whitley (Berkshire)
Whitley – dzielnica miasta Reading, w Anglii, w Berkshire, w dystrykcie (unitary authority) Reading. W 2011 roku dzielnica liczyła 11 460 mieszkańców. Whitley jest wspomniana w Domesday Book (1086) jako Witelei.